# Río Canal Roya
El río Canal Roya o río de la Canal Roya es un río del noreste de España, en la provincia de Huesca. Primer afluente del río Aragón por su margen izquierda, desde su nacimiento, y discurre en su mayor parte dentro del término municipal de Canfranc. Tiene una longitud de 8 km, y su cuenca hidrográfica tiene una superficie aproximada de 18,15 km².

## Geografía
El río Canal Roya nace en los ibones de Anayet -lugar de arándanos- en el término municipal de Sallent de Gallego, a 2150 m s. n. m. (metros sobre el nivel del mar), y desemboca en el río Aragón, a 1300 m s. n. m., tras recorrer la Canal Roya —Canal es un topónimo local que se refiere a un tipo de curso de agua pequeño o dentro de una hendidura sobre el terreno— aludiendo a su morfología fluvial, en su mayor parte. En cambio, en la cabecera de la Canal Roya todavía se pueden contemplar restos de la erosión, excavación y aplastamiento glaciar. Concretamente en los ibones de Anayet —un llano o Plateau— y en El Plano de la Rinconada: un circo glaciar que todavía conserva su fondo plano y sus escarpes alrededor -hasta su parte media- en la zona conocida como El Mal Paso, enfrente de la Canal Fonda. En cuanto al topónimo "Roya" está claro que su origen está en el color predominante del valle, debido a los materiales de conglomerados de cantos rodados rojos, soldados con arcilla con abundante hierro, típicos del Permotrías o Permotriásico.
El río Canal Roya limita al Norte con Astún, término municipal de Jaca; la frontera francesa y Formigal, término municipal de Sallent de Gállego. Al Este con Formigal, al Sur con la cuenca de los lagos de los ibones de Anayet, el propio pico Anayet y la Canal de Izas, también en el término municipal de Canfranc. Al Oeste limita con el río Aragón, donde desemboca.

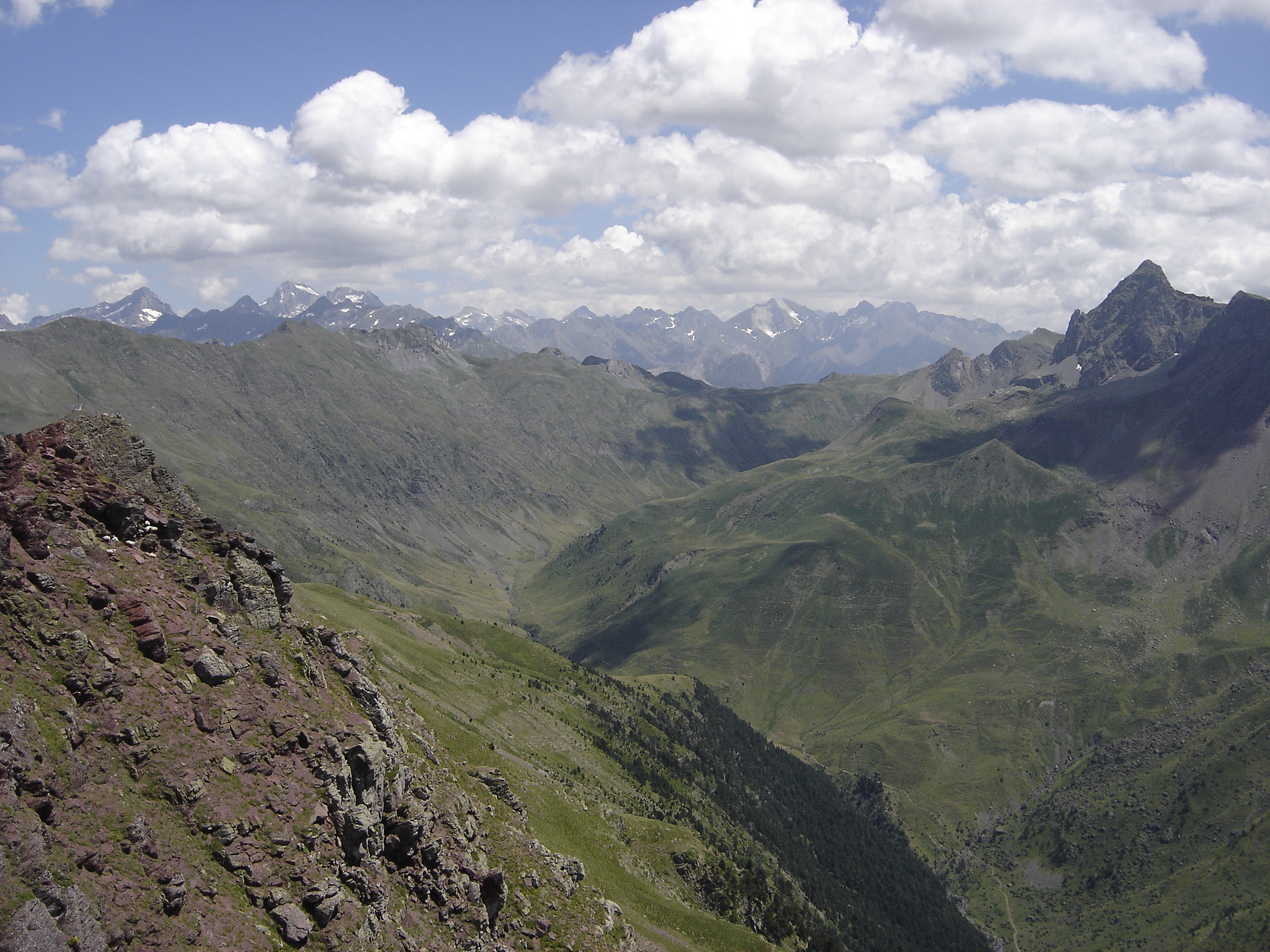
Panorámica del valle de la Canal Roya desde el pico de La Raca con el pico Anayet y Las Negras a la derecha y debajo, el barranco de las Negras —también llamado barranco de Lacuart— y en el fondo del valle, el sendero que lo atraviesa.

### Hidrografía
El río Canal Roya grosso modo describe un arco desde el ibón más al norte de los ibones de Anayet con rumbo norte, hasta su desembocadura a la altura de Chinipré con rumbo sur. Así, empieza recogiendo la escorrentía del pico de Anayet y del ibón citado, precipitándose por la cascada ubicada encima del Plano de la Rinconada.

#### Cauces tributarios de la margen izquierda
A partir de la Rinconada, vira al Oeste y recoge sucesivamente los arroyos de los ibones de la Canal Roya, las Balsas de las Negras, además del barranco de Las Negras -o también llamado de Lacuart-con rumbo Suroeste- y del barranco de las Menorías o de Chinipré por su margen izquierda, donde se ubica la desembocadura, discurriendo ya en dirección sur.

#### Cauces tributarios de la margen derecha
Por su margen derecha, el río Canal Roya recoge las escorrentías de la Punta Cubilaret —en cuya base se forma el Ibón del Puerto y desemboca en la Canal Roya— Cuyaralet, Pic d'Aneu, Peña Blanca, pico Canal Roya, Punta Mala Cara —que forma la Canal Fonda, y finalmente La Raca -que vierte en su mayor parte a la Canal Honda—.

### Comunicaciones
Junto al río Canal Roya discurre la Cañada Real de Aisa o Canal Royal [sic; IGN] que parte de la entrada del valle y acaba en el Portalet por el Puerto de la Canal Roya que en la actualidad es una pista forestal hasta la Canal Honda y a partir de aquí se sigue por una trocha o senda balizada como Gran Recorrido 11 (GR-11 o Ruta Transpirenaica) que cruza el río por el Puente de Lacuart, atraviesa el Barranco de las Negras, El Mal Paso y la Plana de la Rinconada donde el GR11 se desvía de la cañada y asciende a los Ibones de Anayet.
Desde hace unos años, y debido a un desprendimiento de rocas de La Raca, el GR-11 toma la variante de la Cañada Real —ya que el tramo bajo del río es muy cambiante por procesos erosivos muy activos— que parte del puente que accede a Chinipré y discurre por su margen izquierda hasta enlazar con el Puente de Lacuart, antes citado.

## Geología
Casi todo el valle está formado por conglomerados de arcillas rojas y —en menor medida— de mineral de andesita del Pérmico y arrastres o acumulaciones de estos mismos materiales durante el Cuaternario salvo Pic d'Aneu o Peña Blanca, formados por calizas negras del Carbonífero inferior.

### El pitón volcánico de Anayet
Consiste básicamente en una elevación compuesta casi en exclusiva por lava solidificada, habiendo desaparecido hace millones de años su corteza exterior por procesos erosivos y tectónicos. De hecho, los desprendimientos repartidos a lo largo del valle por procesos se corresponden con esa lava, y no con los materiales que conformaban el cono del antiguo volcán.[cita requerida]

### Calizas arrecifales del Devónico medio
Estos materiales forman la la Raqueta, un pequeño promontorio a la entrada del valle; es un acantilado que se levanta sobre lo que queda de Fondería de l'Anglasse y el puente del mismo nombre sobre el río Aragón y son los mismos materiales que el macizo del Tobazo, en Candanchú, que pertenece a la Formación Foratata.

### Calizas negras (Liditas)[7]del Carbonífero inferior
Se localizan en los acantilados de Chinipré, y la divisoria con Francia comprendida entre Peña Blanca y Pic d'Aneu.

### Pizarras y grauvacas sedimentarias del Carbonífero
Se extienden a lo largo del fondo del valle hasta media altura de la divisoria de aguas. Estos materiales pertenecen a la Facies Culm del periodo Westfaliense.

## Climatología
Dada la ausencia casi total de asentamientos y de infraestructuras, los datos de climatología de esta zona son casi inexistentes, y solo se podría inferir con base en los datos de las estaciones meteorológicas de los alrededores.
La estación meteorológica más cercana estuvo en Rioseta, operativa desde 1975 hasta 2003 y se situaba a poco más de un kilómetro al Suroeste de la entrada de la Canal Roya.
Sin embargo, esta estación estaba ubicada —al igual que la de La Rinconada— en la umbría de un pequeño circo glaciar, y sus valores no reflejan todas las variaciones que se presentan a lo largo del valle de Canal Roya,[cita requerida] debido a los cambios de orientación que se suceden a lo largo de dicho valle. La siguiente estación más cercana estaba en Candanchú  (42°47′ N, 0°32′ O, 1613 m s. n. m.) a poco más de tres kilómetros al nornoroeste, y estuvo operativa desde 1961 a 1975, es decir, en distintos periodos de los observados en Rioseta. Otra estación termo-pluviométrica cercana (3,46 km) se encontraba en Canfranc-Estación.
con datos desde 1961 hasta 2003.
| Mes        | Tª (°C)1 | pcp (mm)1 | Tª (°C)2 | pcp (mm)2 | Tª (°C)3 | pcp (mm)3 |
| ---------- | -------- | --------- | -------- | --------- | -------- | --------- |
| Enero      | 0,1      | 126,8     | −1,20    | 190,90    | 2,10     | 182,80    |
| Febrero    | 0,6      | 117,7     | −1,60    | 181,50    | 2,40     | 146,50    |
| Marzo      | 2,7      | 130,4     | 0,10     | 140,60    | 4,60     | 142,20    |
| Abril      | 3,6      | 136       | 2,00     | 156,10    | 6,10     | 170,30    |
| Mayo       | 7,6      | 146,3     | 5,50     | 159,00    | 10,10    | 171,20    |
| Junio      | 12,2     | 80,2      | 8,60     | 150,30    | 14,10    | 119,80    |
| Julio      | 15,8     | 72,7      | 12,90    | 104       | 17,20    | 87,40     |
| Agosto     | 15,4     | 83,8      | 12,10    | 121       | 17,20    | 100,10    |
| Septiembre | 12,6     | 97,4      | 9,70     | 157,30    | 13,60    | 141,50    |
| Octubre    | 8        | 174       | 6,10     | 144,20    | 9,80     | 195,90    |
| Noviembre  | 3,8      | 163,8     | 1,60     | 281,20    | 5,10     | 233,80    |
| Diciembre  | 1,5      | 164,1     | −0,60    | 156,50    | 2,60     | 214,00    |
| Anual      | 7        | 1493,3    | 4,60     | 1942,60   | 8,70     | 1905,6    |

Finalmente, en La Rinconada hay instalado un telenivómetro  (30T, 708659.6,4740540.9, 1971 m) con datos desde 2015 hasta la actualidad; en el Puerto de Somport, a 4 kilómetros al oeste de la desembocadura de la Canal Roya, se ubica una estación meteorológica; y en el Puerto del Portalet se ubica otra, a unos seis kilómetros al noreste.
| Año   | Tª mínima (°C) | Tª media (°C) | Tª máxima (°C) |
| ----- | -------------- | ------------- | -------------- |
| 2010  | -15,31         | 2,96          | 22,2           |
| 2011  | -12,8          | 7,33          | 28             |
| 2012  | -16,3          | 6,54          | 28,8           |
| 2013  | -14,01         | 5,65          | 25,24          |
| 2014  | -10,14         | 4,30          | 20,68          |
| 2015  | -14,29         | 6,98          | 25,84          |
| 2016  | -9,97          | 6,26          | 28             |
| 2017  | -14,93         | 6,61          | 25,15          |
| 2018  | -12,32         | 6,15          | 25,6           |
| 2019  | -10,64         | 6,72          | 28,42          |
| 2020  | -10,3          | 6,92          | 28,24          |
| 2021  | -11,89         | 6,19          | 28,2           |
| 2022  | -11,8          | 7,92          | 30,2           |
| 2023  | -15,2          | 7,34          | 27,7           |
| 2024  | -11,4          | 7,15          | 28             |
| 2025  | -8,8           | 6,31          | 25,4           |
| MEDIA | −12,51         | 6,33          | 26,60          |

1 AISA 'RIOSETA'
- Provincia: Huesca
- Municipio: Aisa
- Clave: 9195U
- Tipo: TP
- Latitud (°): 42
- Latitud (′): 46
- Longitud (°): 00
- Longitud (′): 31
- Orientación: W
- Altitud: 1460

2
CANDANCHU 'ESCUELA M.MONTAÑA'
- Provincia: Huesca
- Municipio: Aisa
- Clave: 9195
- Tipo: TP
- Latitud (°): 42
- Latitud (′): 47
- Longitud (°): 00
- Longitud (′): 32
- Orientación: W
- Altitud: 1613

3
CANFRANC 'LOS ARAÑONES'
- Provincia: Huesca
- Municipio: Canfranc
- Clave: 9198
- Tipo: TP
- Latitud (°): 42
- Latitud (′): 44
- Longitud (°): 00
- Longitud (′): 31
- Orientación: W
- Altitud: 1160

En Referencias, se adjuntan las tablas de climatología anual consideradas para dar una aproximación de los valores de precipitación y temperatura del río Canal Roya
En conclusión, en una aproximación muy grosera. La precipitación del río Canal Roya estaría siempre por encima de los 1000 mm, con una elevada evapotranspiración en la ladera de solana[cita requerida] bajo La Raca y estribaciones, y una temperatura media anual que oscilaría entre los 9.7 °C y los 7 °C de la Rinconada, estos últimos reconfirmados con los datos del telepluviómetro.

## Flora y fauna

### Flora
En síntesis, y debido a su orientación (ver Geografía), la Canal Roya es un valle muy protegido y más cálido que otros valles más al sur,[cita requerida] como la Canal de Izas o Rioseta. De hecho, Canal Roya sólo mantiene un bosque de hayas (Fagus sylvatica) con sotobosque de boj (Buxus sempervirens) al pie del Barranco de Chinipré debido a la influencia de La Raca o Boira —nieblas procedentes del Atlántico— que, a medida que se extiende a la ladera opuesta, es sustituido por pino silvestre (Pinus sylvestris var. pyrenaica). Así, el pino silvestre se extiende, con desigual densidad, por toda la margen derecha del río Canal Roya hasta Lacuart y El Mal Paso, donde se ubican las últimas arboledas. Indicando una climatología consistente con el efecto Föhn, que contrasta con la ladera opuesta.[cita requerida]
Además, el pinar asciende hasta casi 2000 metros, y es sustituido por pino negro (Pinus uncinata) —lo que da una idea clara de los factores climáticos que permiten este tipo de bosque, y que se mantienen a esa altitud— mientras que, en la margen opuesta, es actualmente una dehesa muy abierta de pinos silvestres, mostajos (Sorbus intermedia) y rosales en franca expansión debido a la constante reducción de la cabaña ganadera.[cita requerida]
En conclusión, este valle es, en gran parte, un pastizal de Nardus stricta y Festuca eskia, salpicados por numerosos lirios (Iris latifolia), sustituida por herbáceas propias de zonas húmedas o encharcadas, caso de Veratrum album, Primula farinosa, Orchis sp.
A partir de El Mal Paso el paisaje cambia. Si bien en la ladera de enfrente, todavía se observa el pinar de pino silvestre de forma adehesada, en la margen izquierda es una sucesión de pastos de gramíneas con algún rosal, matas dispersas de arándano (Vaccinium myrtillus), enebros (Juniperus communis) y más pinos silvestres, pero estos últimos presentan aquí sólo porte piramidal y crecimiento muy lento, debido posiblemente a un Timberline muy por debajo del teórico (2300-2400 m s. n. m.) -salvo las laderas de La Raca- inducido por la actividad antrópica continuada a lo largo de miles de años.[cita requerida] Mientras, en el río quedan algunos ejemplares sueltos de sauce cabruno (Salix caprea) y una pequeña arboleda de abedules (Betula pendula) junto a un arroyo tributario.
En las inmediaciones del Plano de la Rinconada el paisaje vuelve a cambiar ligeramente. Los arándanos son más frecuentes y aparecen algunos ejemplares sueltos de pino negro, al igual que el rododendro (Rhododendron ferrugineum).

### Fitosociología de Canal Roya
Atendiendo —a priori— a los valores de contraste entre las estaciones meteorológicas más próximas al río Canal Roya el Índice de Termicidad (It) calculado para las diferentes cotas, desde la desembocadura de la canal hasta su cabecera oscila entre el piso altimontano (Canfranc-Estación; 107,42) y el piso subalpino inferior (38,67 de Somport y 0,25 de Portalet) un piso bioclimático que se correspondería con un antecollado sobre una pequeña zona encharcada, junto al camino del GR-11; entre el Barranco de Lacuart y las inmediaciones de La Rinconada.
Con los datos del telepluviómetro (véase Tabla 2) —con la cautela de una serie tan corta de años y la toma de datos en condiciones diferentes a las estándar— y con el limitante de las mínimas observadas, el It es de 17,63, que se corresponde de nuevo con el piso subalpino inferior correlacionado positivamente con Somport, pero de forma negativa con el Portalet, todo ello en relación con la altitud de los observatorios.
Con estos valores teóricos, en claro contraste con la vegetación observada en la actualidad, se observan varias series de vegetación que corresponden con etapas regresivas de dominios climácicos teóricos.

#### Piso subalpino inferior
En la cabecera del río Canal Roya —La Rinconada— y alrededores, sería el dominio climácico de la serie subalpina pirenaica acidófilo-esciófila del pino negro (Pinus uncinata), el Rhododendro-Pineto uncinatae sigmetum alternando con la Serie subalpina pirenaica acidófilo-esciófila del abeto (Abies alba), el Homogyno-Abieteto albae sigmetum, series muy degradadas y por tanto reducidas a los primeros estadios de pastizales de Nardus stricta y Festuca eskia, salvo ejemplares de especies como los descritos arriba, coincidentes con estadios más evolucionados de ambas series.

#### Piso altimontano
Curso abajo de la Rinconada, en la umbría o margen izquierda, los abetales irían ganando peso en la composición de los bosques teóricos, alternando con las primeras hayas y finalmente, los hayedos, que pudieran haberse extendido desde Lacuart hasta el pie de Chinipré, primero de forma mixta con abetales y más abajo, en forma de masas puras en clara transición a hayedos calcícolas.
Por otro lado, en la solana está presente —y bien conservada— la serie altimontana pirenaica silicícola del pino albar (Pinus sylvestris) el Veronico officinalis-Pineto sylvestris sigmetum.